# 俏妞報到 (第四季)
《俏妞報到》第四季（英語：New Girl Season 4）由伊莉莎白·梅莉薇瑟開創，在2014年9月16日至2015年5月5日間於FOX首播，全季共22集。故事著眼於年輕人的兩性議題，講述古靈精怪的潔絲，在和尼克、施密特與溫斯頓成為室友後，與閨蜜西西等五人展開探索群集單身生活之戀愛與職涯成長的生活趣事。
本季於2014年3月7日獲得續訂，並在2015年3月31日續訂第5季。

## 演員陣容

### 主要演員
- 柔伊·黛絲香奈 飾演 “潔絲”卡·克里斯多佛·戴伊
- 傑克·約翰森 飾演 “尼克”拉斯·米勒
- 麥斯·格林菲爾德 飾演 施密特
- 雷默恩·莫里斯（英语：Lamorne Morris） 飾演 溫斯頓·畢夏普
- 漢娜·席夢 飾演 “西西”莉雅·帕雷克
- 小戴蒙·韋恩斯 飾演 教練

### 常設演員
- 羅伯·萊納 飾演 鮑伯·戴伊
- 凱特琳·奧爾森 飾演 艾希莉·貝克曼
- 柔伊·里斯特·瓊斯（英语：Zoe Lister-Jones） 飾演 芳恩·莫斯卡托
- 朱利安·墨瑞斯 飾演 萊恩·戈杉紐
- 梅瑾·拉斯（英语：Meaghan Rath） 飾演 小梅
- 本·法爾科內 飾演 麥克
- 葛蕾塔·李 飾演 凱伊
- 柯蒂斯·阿姆斯壯（英语：Curtis Armstrong） 飾演 艾倫·福斯特
- 米凱拉·沃特金斯（英语：Michaela Watkins） 飾演 吉娜
- 艾琳·海茵斯（英语：Erinn Hayes） 飾演 露絲
- 布賴恩·波森（英语：Brian Posehn） 飾演 生物老師
- 史提夫·阿吉（英语：Steve Agee） 飾演 戴夫
- 納西姆·帕杜雷德 飾演 艾莉·尼爾森

## 集數
| 總集數 | 集數 （季） | 標題                                           | 導演              | 編劇                                                       | 首播日期       | 製作 代碼 | 美國收視人數 （百萬） |
| --- | ----------- | ---------------------------------------------- | ----------------- | ---------------------------------------------------------- | -------------- | --------- | --------------------- |
| 73 | 1           | 最後的婚禮 The Last Wedding                    | 川特·歐當諾       | J·J·菲爾濱                                                 | 2014年9月16日  | 4ATM01    | 3.04                  |
| 在這個夏天的最後一場婚禮，這班朋友做了個約定，那就是每個人當晚都要成功找到激情的伴侶。潔絲盯上了伴郎泰德，但他卻吸引了另一位美麗科學家凱特的目光，這使潔絲與凱特掀起了爭奪泰德的大戰。施密特和尼克收到了一個與兩名美女發生四人性行為的提議，但尼克對此相當排斥，同時，亦得幫助施密特不再對西西感到迷戀。教練因為勾搭過婚禮上不少女人而發慌，也因此讓他面臨窘境，至於溫斯頓則因警察學校的訓練而傷痕累累。 客串：潔西卡·貝兒 飾演 凱特、雷德·史考特 飾演 泰德、喜娜·阿卜杜拉 飾演 米雪兒、提姆·馬丁·格里森 飾演 服侍 |             |                                                |                   |                                                            |                |           |                       |
| 74 | 2           | 骰子 Dice                                      | 琳恩·薛爾頓       | 麥特·法斯費爾德 艾力克斯·卡思博森                          | 2014年9月23日  | 4ATM02    | 2.35                  |
| 施密特利用手機軟體「骰子」來交友，而想重返情場的潔絲也決定跟進施密特。尼克、西西與教練決定感受吸食大麻的快感，與此同時，溫斯頓試圖融入警校同儕之中，因此邀請尼克等人參加派對，這讓尼克等三人得設法在溫斯頓的警校同儕中表現正常。施密特教導潔絲如何在交往軟體的世界中生存，但潔絲卻意識到她所需要的不只是速食愛情，而是能夠有所未來的戀情，這讓施密特亦有所省思。 客串：萊恩·歐弗拉納根 飾演 雅各、喬·貝林霍茲 飾演 道根 |             |                                                |                   |                                                            |                |           |                       |
| 75 | 3           | 茱莉·貝克曼的姊姊 Julie Berkman's Older Sister | 弗瑞德·高斯       | 妮娜·普卓德                                                | 2014年9月30日  | 4ATM03    | 2.37                  |
| 鮑伯帶著新女友艾希莉前來洛杉磯造訪，然而潔絲與西西卻發現艾希莉竟是她高中時期的同校同學，還曾是自己的情敵。施密特為獲得海綿菜瓜布的案子，試圖利用尼克、溫斯頓與教練來協助他說服吉娜。西西慫恿潔絲查出艾希莉的底細，然而在得知自己誤會艾希莉後，潔絲決定幫助父親鮑伯留住艾希莉。 客串：凱特琳·奧爾森 飾演 艾希莉、米凱拉·沃特金斯 飾演 吉娜、科特·布朗諾勒 飾演 羅伊、羅伯·萊納 飾演 鮑伯 |             |                                                |                   |                                                            |                |           |                       |
| 76 | 4           | 微型 Micro                                     | 傑伊·錢德拉薩卡   | 賈許·梅爾穆                                                | 2014年10月7日  | 4ATM04    | 2.61                  |
| 尼克等男士們討論著女性的胸部，這讓潔絲深感他們在物化女性，此時，她在酒吧遇見了帥哥麥特，但麥特表示自己患有小阴茎。溫斯頓與西西受不了施密特與教練互誇，因此刻意慫恿他們嘗試擔任模特兒，以惡整並打擊他們。潔絲與尼克以和麥特的戀情長度做打賭，而潔絲試圖向男士們證明自己並非膚淺之人。 客串：艾倫·里奇森 飾演 麥特 |             |                                                |                   |                                                            |                |           |                       |
| 77 | 5           | 室內電話 Landline                              | 川特·歐當諾       | 勞勃·羅索爾                                                | 2014年10月14日 | 4ATM05    | 2.26                  |
| 公寓因故收訊不佳，因此潔絲在公寓安裝了室內電話。教練與學校護理師露絲及蘿絲皆有所糾纏，因此潔絲決定向教職員們提倡同事間的界線，然而此時學校來了個帥氣的英國老師萊恩，這讓潔絲亂了陣腳。尼克看著施密特與溫斯頓皆有各自的工作及學業要忙，這讓他感到孤單，因此他當起了室內電話接線員，以此入侵施密特與溫斯頓的生活。 客串：朱利安·墨瑞斯 飾演 萊恩、艾琳·海茵斯 飾演 露絲、柯蒂斯·阿姆斯壯 飾演 福斯特校長、安吉拉·金賽 飾演 蘿絲、布賴恩·波森 飾演 生物老師、安娜·康科 飾演 茱蒂 |             |                                                |                   |                                                            |                |           |                       |
| 78 | 6           | 身家調查 Background Check                      | 蘿倫·絲卡法莉亞   | 瑞貝卡·愛多曼                                              | 2014年11月4日  | 4ATM06    | 3.38                  |
| 杜蘭多警官將前往公寓做溫斯頓的身家調查，然而這卻讓潔絲相當緊張，追問之下，潔絲說出自己之前在買下二手椅時，發現內部有一大包的冰毒，這使大夥們相當慌張，並設法瞞住溫斯頓好解決冰毒問題。 客串：克萊奧·金 飾演 杜蘭多警官、馬克斯·雷 飾演 杜歡 |             |                                                |                   |                                                            |                |           |                       |
| 79 | 7           | 金礦 Goldmine                                  | 羅斯·艾爾索布魯克 | 柏克里·強森                                                | 2014年11月11日 | 4ATM07    | 3.04                  |
| 潔絲打算邀請約會對象伊恩至家中過夜，但她並不知道當伊恩知悉自己仍與前男友尼克同居時會有何反應。溫斯頓替鄰居米雪兒及薇芙做盡各種粗活，並相信有朝一日能擄獲其中一人的芳心，但教練卻不認同溫斯頓的作為，並試圖從中殺出一條血路。施密特得知西西打算做縮胸手術後，試圖阻止西西。潔絲發現伊恩相當排斥自己與尼克同居後，她決定採用尼克的計畫，謊稱尼克是位同性戀者。 客串：邁克·史托-大衛 飾演 伊恩、亞歷珊卓·妲妲里奧 飾演 米雪兒、安珀·史蒂芬斯 飾演 薇芙、亞曼達·隆德 飾演 蒂娜 |             |                                                |                   |                                                            |                |           |                       |
| 80 | 8           | 教師們 Teachers                                | 川特·歐當諾       | 金·羅森史塔克                                              | 2014年11月18日 | 4ATM08    | 2.83                  |
| 潔絲與教練一同前往參加教師會議，而潔絲礙於管理者身分而不斷躲避萊恩，至於教練則因負責健教科目而煩惱。施密特坦承自己不會使用洗衣機，而溫斯頓則不知如何用尺，於是尼克決定教導兩人。教練在酒後崩潰，而在潔絲、萊恩與奈德的幫助下，教練了解到自己也是有資格教導學生，亦了解該如何將知識傳授給學生。施密特與溫斯頓在得知尼克不知該如何愛後，決定開導尼克，並給予尼克信心。潔絲發現萊恩與自己有許多共通點，更不小心脫口說出自己對萊恩的感覺，而萊恩亦試圖向潔絲展示自己的情感。 客串：朱利安·墨瑞斯 飾演 萊恩、韋恩·費德曼 飾演 奈德、洛麗泰·福克斯 飾演 凱蘿、麗莎·波奈 飾演 布蘭達·布朗 |             |                                                |                   |                                                            |                |           |                       |
| 81 | 9           | 感恩節IV Thanksgiving IV                       | 弗瑞德·高斯       | 大衛·菲尼                                                  | 2014年11月25日 | 4ATM09    | 2.77                  |
| 在夏天最後婚禮的激情伴侶計畫失敗後，施密特決定在今年的感恩節完成這項任務，於是大夥們各自抽籤，並為抽到的對象介紹伴侶。潔絲將學校的餐廳監督員珍珠介紹給溫斯頓，但溫斯頓卻對珍珠的職業有所偏見。尼克發現施密特的伴侶竟是自己的某任前女友露西，這讓尼克深感不妥而試圖要施密特收手。溫斯頓將非常健壯的警察派珀介紹給教練，這讓教練有些惶恐。尼克抽到自己便邀請川恩至公寓，這讓施密特相當生氣，認為尼克刻意破壞他的計畫。教練約萊恩至公寓陪潔絲一同共度感恩節，這讓潔絲相當手足無措，並要萊恩保持界線。尼克眼見大家皆對施密特與露西約會都毫無反對意見，於是決定刻意勾引西西，好以其人之道還致其人之身，這著實惹毛了施密特。潔絲在大家的建議下，決定拋下上司與下屬的界線，主動對萊恩獻殷勤，然而萊恩卻誤會潔絲是只想與自己發生關係的膚淺之人。最後，溫斯頓選擇以其他角度去欣賞珍珠的職業；而教練亦試著依賴派珀，並與派珀取得了平衡點；而西西選擇與沒有伴的施密特共度感恩節；尼克則是和前往接川恩的孫女凱伊來電。至於潔絲則是來到萊恩家，並將自己內心的顧忌以及感受道出，並成功與萊恩跨越了那一條線。 客串：朱利安·墨瑞斯 飾演 萊恩、葛蕾塔·李 飾演 凱伊、艾莉森·貝克爾 飾演 珍珠、梅根·法爾寇尼 飾演 露西、艾莉絲·馬歇爾-布朗 飾演 派珀 |             |                                                |                   |                                                            |                |           |                       |
| 82 | 10          | 女生大戰 Girl Fight                            | 比爾·普波         | 丹妮兒·桑切茲-威茲佐                                       | 2014年12月2日  | 4ATM10    | 3.00                  |
| 教練等男生皆以打架威脅來解決紛爭，而潔絲與西西則認為女生的處理方式更勝男生，此時，施密特提起潔絲買了一個西西亦非常喜歡的包包，這讓潔絲與西西的關係陷入尷尬並展開冷戰。尼克與凱伊開始約會，而兩人三天都賴在公寓，這讓溫斯頓感到怪異，並懷疑凱伊是個流浪者。施密特自認非常了解女生，因此介入了潔絲與西西的紛爭中，而被誘惑的施密特偷走了潔絲的包包並送給西西，這讓潔絲和西西的冷戰時間延長，甚至瀕臨友情崩潰的地步。尼克在受到溫斯頓的影響下，希望凱伊可以邀請自己至家中，然而尼克才發現原來凱伊是個極具身價的創業者，同時，溫斯頓亦發現自己浪費了許多念書的時間。潔絲來到娜蒂雅的寶寶派對與西西展開翻舊帳戰爭，眼見事態嚴重的施密特不得不緊急呼叫曾經歷三個姊姊之戰的教練之救援，而教練鼓舞潔絲與西西大打一架好宣洩情緒，結果整屋子的女人便陷入瘋狂的打鬥中，而最後，潔絲與西西在打鬥事件後和好，亦吐露彼此過往不滿的情緒。 客串：葛蕾塔·李 飾演 凱伊、蕾貝卡·里德 飾演 娜蒂雅 |             |                                                |                   |                                                            |                |           |                       |
| 83 | 11          | 聖誕佳節 LAXmas                                | 川特·歐當諾       | 麥特·法斯費爾德 艾力克斯·卡思博森                          | 2014年12月9日  | 4ATM11    | 3.28                  |
| 聖誕佳節到來，萊恩邀請潔絲至倫敦老家過節，於是大夥們一同來到洛杉磯國際機場，準備踏上各自的旅程。施密特與西西搭乘同架航班，而施密特試圖進入貴賓室，以感受上流社會的氛圍，然而他將遇見一個打算用金錢與他交換西西的上流人士。尼克與溫斯頓打算利用各種方式來阻止其他乘客登機，好讓自己能夠首個上飛機。潔絲發現萊恩出身自非常有錢的家族後，開始因害怕自己配不上萊恩而退卻，此時，她打算送給萊恩家人的禮物還被假聖誕老公公扒走。在潔絲與機場人員貝瑞的幫助下，尼克與溫斯頓被升等至頭等艙，然而尼克卻意外發現潔絲打算放棄前往英國的想法，於是緊急召集大夥們追回潔絲，並鼓勵潔絲，要潔絲勇敢追愛。 客串：朱利安·墨瑞斯 飾演 萊恩、比利·埃西納 飾演 貝瑞、柯蒂斯·阿姆斯壯 飾演 福斯特校長、史提夫·阿吉 飾演 流浪戴夫、蕾妮·布蘭奇 飾演 翠西、丹尼斯·哈斯金斯 飾演 聖誕老公公 |             |                                                |                   |                                                            |                |           |                       |
| 84 | 12          | 鯊魚 Shark                                     | 艾力克斯·哈德卡索 | 雅各·布朗 勞勃·羅索爾                                      | 2015年1月6日   | 4ATM12    | 3.19                  |
| 公寓附近正進行夜間施工，這讓大夥們不甘其擾，於是潔絲決定向政府反應。溫斯頓正式當上警察，而在尼克與教練得知溫斯頓的培訓警官是艾莉後，開始對身為女性的艾莉提出質疑。潔絲決定以柔性的方式讓政府看見自己的訴求，然而施密特卻不認同潔絲的說法，甚至還被女議員芳恩給迷倒。尼克與教練妨礙了溫斯頓與艾莉的出巡，在艾莉將兩人壓制後，把他們帶至警察家屬互助會，讓他們在互助會分享心情。潔絲集結鄰居們組職反噪音遊說團，來向政府發聲，而芳恩利用施密特來當作砲灰，以防止得罪雙方。 客串：朱利安·墨瑞斯 飾演 萊恩、葛蕾塔·李 飾演 凱伊、史提夫·阿吉 飾演 流浪戴夫、納西姆·帕杜雷德 飾演 艾莉、柔伊·里斯特·瓊斯 飾演 芳恩·莫斯卡托 |             |                                                |                   |                                                            |                |           |                       |
| 85 | 13          | 公布戀情 Coming Out                            | 比爾·普波         | 蘇菲亞·里爾                                                | 2015年1月13日  | 4ATM13    | 2.90                  |
| 潔絲與萊恩極力隱藏彼此的關係，而失去風采的教練為了消除萊恩這個威脅，找出沒有明文規定教師們不得戀愛的條文後，鼓勵潔絲與萊恩向眾人公布兩人的戀情，好重新吸引美女教職員們對自己的注意。施密特罹患潰瘍，卻為爭取到案子而不願向公司請假，這讓擔心的尼克不得不介入此事。溫斯頓的同事送了一條水晶項鍊給他，這讓他為它的能量著迷。雖然潔絲與萊恩都不需再掩飾對彼此的感情，但也因此令教師們質疑潔絲的決定，而為顧及大家的意見，潔絲放棄萊恩的實地考察方案而選擇生物老師的提議，這使戶外教學意外成了一場大災難。施密特不聽尼克的勸執意要上班，然而當他意識到自己可能永遠都是吉娜的左右手後，他終於清醒了過來，而尼克誓言不再當個懶散的傢伙，於是兩人決定重啟他們在大學時期的事業合作夥伴關係。在西西與教練的鼓勵下，潔絲決定以自己的方式讓大家信服她作為一名副校長的權威，同時亦能關心同事、保住戀情。 客串：朱利安·墨瑞斯 飾演 萊恩、葛蕾塔·李 飾演 凱伊、柯蒂斯·阿姆斯壯 飾演 福斯特校長、米凱拉·沃特金斯 飾演 吉娜、布賴恩·波森 飾演 生物老師、艾琳·海茵斯 飾演 露絲、海倫·史雷頓-休斯 飾演 拉斯太太、莎拉·伯恩斯 飾演 黛博、托馬斯·戴爾 飾演 男護理師                                                                                   |             |                                                |                   |                                                            |                |           |                       |
| 86 | 14          | 西裝運動服 Swuit                               | 川特·歐當諾       | 諾亞·加芬柯                                                | 2015年2月3日   | 4ATM14    | 2.96                  |
| “施尼克工業”再次開張，尼克與施密特設法製造出驚人的產品，而當他們收到第一個產品－西裝運動服套裝的成品時，卻發現這點子相當的遭。西西在酒吧收到的小費遠遠不及自己所需的學費，而溫斯頓與教練決定投資西西，變相替西西解決學費問題。尼克與施密特的合作關係越來越糟，為了讓兩人和平相處，潔絲決定善用兩人的大男人心理。 客串：蘿莉·格雷納 飾演 自己、葛蕾塔·李 飾演 凱伊、克萊格·安東 飾演 達斯特教授 |             |                                                |                   |                                                            |                |           |                       |
| 87 | 15          | 酒吧接龍 The Crawl                             | 傑伊·錢德拉薩卡   | 金·羅森史塔克                                              | 2015年2月10日  | 4ATM15    | 2.71                  |
| 與凱伊分手因而失戀的尼克，決定進行酒吧接龍的遊戲，而潔絲等朋友們亦被迫參加。萊恩打算尋找新工作卻處處碰壁，而當他向潔絲提出同居的邀請時，潔絲卻因為慌張而假裝沒聽到，這讓萊恩相當傷心。芳恩因政治事務而無法抽空陪施密特參與尼克的活動，這讓施密特不得不要求芳恩做出選擇。教練在酒吧遇見了疑似真命天女的小梅，這反倒讓教練感到膽怯而退縮。芳恩不想失去施密特而前來向施密特告白，而教練則在溫斯頓的鼓勵下，勇敢追求小梅，至於西西則從溫斯頓那意識到自己似乎仍對施密特留有情意。潔絲在西西的鼓勵下，與萊恩把話說開，而兩人亦決定同居，結果此時萊恩卻收到擔任威靈頓校長的邀請，這使兩人不得不展開遠距離戀愛。 客串：朱利安·墨瑞斯 飾演 萊恩、梅瑾·拉斯 飾演 小梅、本·法爾科內 飾演 麥克、柔伊·里斯特·瓊斯 飾演 芳恩·莫斯卡托 |             |                                                |                   |                                                            |                |           |                       |
| 88 | 16          | 俄勒岡 Oregon                                  | 羅斯·艾爾索布魯克 | 妮娜·普卓德                                                | 2015年2月17日  | 4ATM16    | 3.08                  |
| 大夥們陪同潔絲回到家鄉俄勒岡州波特蘭參加鮑伯與艾希莉的婚禮，而潔絲整天守候著電話，期待有萊恩的消息。萊恩臨時決定不前來波特蘭，這讓潔絲相當傷心，而為了讓潔絲開心起來，尼克鼓舞大夥們參與潔絲為自己與萊恩安排的行程。西西與瘋狂暗戀的初戀傑克重逢，而施密特決定幫助西西擄獲傑克的心。瓊恩得知萊恩缺席後感到傷心，而尼克要大夥們別再強顏歡笑，並試圖開導潔絲。傑克向西西告白，然而在溫斯頓的提醒下，西西知道自己內心仍存存在著施密特的位置，因此拒絕了傑克。潔絲將鮑伯與艾希莉的婚戒忘在家裡，在經歷一番折騰後，尼克與教練取回了婚戒，而潔絲亦為鮑伯與艾希莉的婚姻獻上祝福。最後，潔絲了解到自己需要一個可以在重要時刻陪伴自己的男友，因此向萊恩提出了分手。 客串：潔美·李·寇蒂斯 飾演 瓊恩、凱特琳·奧爾森 飾演 艾希莉、羅伯·萊納 飾演 鮑伯 |             |                                                |                   |                                                            |                |           |                       |
| 89 | 17          | 打獵蜘蛛 Spiderhunt                            | 史提夫·威爾區     | 柏克里·強森                                                | 2015年2月24日  | 4ATM17    | 2.85                  |
| 西西因不想讓潔絲得知自己對施密特的感情，因此失聯許久，這讓潔絲擔心自己是否又得罪了西西。施密特邀請芳恩至家中用餐，並由尼克掌廚，然而施密特卻發現家中有蜘蛛出沒，這讓害怕蜘蛛的他，集合大夥們展開打獵蜘蛛的行動。潔絲發覺西西似乎喜歡公寓裡的某個室友，因此逼問了知情的溫斯頓，在陰錯陽差下，潔絲誤以為西西愛上了尼克，雖然難以接受，但潔絲仍設法撮合兩人。教練苦惱著傳給小梅的電子郵件，而施密特在追打蜘蛛的同時，意外將教練的所有草稿寄出，這讓教練相當慌張，所幸小梅看見了教練的用心，並答應了與教練的約會。西西在不得已的情況下告訴了潔絲自己的心上人即為施密特，而西西要潔絲別參與其中，只需在她身邊陪伴她即可。 客串：柔伊·里斯特·瓊斯 飾演 芳恩·莫斯卡托 |             |                                                |                   |                                                            |                |           |                       |
| 90 | 18          | 難堪之路 Walk of Shame                         | 克莉絲汀·歌寧     | 丹妮兒·桑切茲-威茲佐                                       | 2015年3月3日   | 4ATM18    | 2.53                  |
| 在熊掌家一夜狂歡後，潔絲和西西展開歸途，然而卻因各種不得已的因素，使得她們不得不難堪地上路。教練擔心尼克和溫斯頓在他高雅的新女友小梅身邊出現，會因此丟了他的臉，因此打算支開兩人，殊不知尼克與溫斯頓早已看出他與施密特的詭計。潔絲和西西巧遇保羅，正當兩人誤會保羅對她們的單身生活有所歧見時，卻發現原來保羅並未與珍修成正果，更成為了派對小丑。尼克和溫斯頓盛裝打扮出席小梅演出的藝廊，這讓教練相當慌張，反而讓自己出了洋相。看著哀怨的保羅，潔絲說服保羅過上自己內心所想要的人生，因此保羅決定不再擔任派對小丑。在哥兒們的提點下，教練了解到自己矯枉過正，因此決定以最真實的面貌面對小梅，而小梅亦試著融入這班瘋狂又怪異的朋友們。 客串：賈斯汀·隆 飾演 保羅、梅瑾·拉斯 飾演 小梅、喬許·蓋德 飾演 熊掌 |             |                                                |                   |                                                            |                |           |                       |
| 91 | 19          | 對的事情 The Right Thing                       | 艾琳·歐梅莉       | 麥特·法斯費爾德 艾力克斯·卡思博森                          | 2015年3月31日  | 4ATM19    | 2.32                  |
| 教練介紹了一名男子彼得給潔絲認識，然而彼得卻意外身亡，而潔絲堅持要參加彼得的喪禮。麥克向尼克提出合夥的提議，而無金錢周轉的尼克與施密特，決定向施密特的母親露易絲要回成年禮禮金。潔絲在參加喪禮後才得知彼得有個正牌女友薇兒，這讓西西與教練決定退出這場鬧劇，然而此時著名橄欖球員J·J·瓦特現身，使得教練改變心意。露易絲的控制慾極強，導致施密特都無法表達甚至壓抑自己的想法，而在尼克的建議，施密特開始向母親反抗。溫斯頓渴望與艾莉有著親密融洽的夥伴關係，但艾莉卻屢屢拒絕溫斯頓，這使溫斯頓相當不解。潔絲、教練與J·J都有意刪除彼得手機裡的訊息，然而薇兒等親屬最終還是發現了事實，使得局面相當尷尬，不過，潔絲也從此事件中學到了重要的一課，那就是別總是將他人的事物攬到自己身上。艾莉最終向溫斯頓坦承前任夥伴因為融洽的夥伴關係而愛上自己，因此她才會和溫斯頓保持距離。露易絲在美甲店遇上西西，而在西西的建議下，露易絲了解到是時候該放開施密特，讓他為自己的人生做選擇。 客串：J·J·瓦特 飾演 自己、本·法爾科內 飾演 麥克、史提夫·阿吉 飾演 流浪戴夫、費歐娜·古柏曼 飾演 薇兒、納西姆·帕杜雷德 飾演 艾莉、諾拉·鄧恩 飾演 露易絲                                                                                                 |             |                                                |                   |                                                            |                |           |                       |
| 92 | 20          | 第六洞 Par 5                                   | 川特·歐當諾       | 雷默恩·莫里斯 勞勃·羅索爾                                  | 2015年4月7日   | 4ATM20    | 2.14                  |
| 潔絲為了向政府爭取學校購買電腦的資金，而要求芳恩在參加高爾夫俱樂部時帶上她，好直接和教育部高層瑪莎·姚茲接觸。尼克與教練幫助溫斯頓認識在咖啡廳看上的女孩凱西，然而溫斯頓卻發現凱西對警察有著不同的見解，使得溫斯頓不得不欺騙凱西自己的職業。施密特請西西幫自己擦古銅油，以符合芳恩所需要的色種，結果施密特卻誤買成有添加亮片的古銅油，這讓施密特相當慌張，而看不下去的西西要施密特了解芳恩必須接受真正的他。芳恩教導潔絲如何與政界人士來往，以獲得自我所需的利益，但潔絲意識到這並不是她所想要的。 客串：科蕾西·克萊門斯 飾演 凱西、亞提米絲·帕博達尼 飾演 瑪莎·姚茲、荷莉·桑德斯 飾演 自己、柔伊·里斯特·瓊斯 飾演 芳恩·莫斯卡托 |             |                                                |                   |                                                            |                |           |                       |
| 93 | 21          | 內褲門案 Panty Gate                            | 雷吉納·哈德林     | 大衛·菲尼 薇蘿妮卡·麥卡錫                                  | 2015年4月28日  | 4ATM21    | 2.07                  |
| 在經歷高爾夫球場的「內褲門案」後，為芳恩個人的政治生涯，施密特成了擺脫政治醜聞的代罪羔羊。小梅將前往紐約展開演出，因此和教練提出分手，而兩人表面看似平靜，內心其實早已支離破碎。潔絲因洞悉室友們的各種戀愛疑難雜症，而自認是愛情醫生，並試圖讓教練與小梅正視兩人的內心。西西無法看著施密特與芳恩恩愛的畫面，因此決定以登山的方式找尋自我及勇敢。教練在崩潰後，選擇和尼克與溫斯頓到酒吧狂歡，而受到潔絲鼓舞的小梅卻撞見教練與其他女人親熱的畫面，這使打算向教練告白的小梅傷心離去。芳恩計畫好內褲門案後的人生規劃，這讓施密特意識到他與芳恩其實只不過是互相利用罷了，在正視自己內心所向後，施密特與芳恩結束了這段戀情。教練終於向大夥們坦承自己對小梅的愛，並在潔絲與尼克的提點下，他決定追回小梅，與小梅一同搬到紐約。 客串：梅瑾·拉斯 飾演 小梅、柔伊·里斯特·瓊斯 飾演 芳恩·莫斯卡托 |             |                                                |                   |                                                            |                |           |                       |
| 94 | 22          | 一刀兩斷 Clean Break                           | 川特·歐當諾       | 故事 ：瑞貝卡·愛多曼 劇本 ：瑞貝卡·愛多曼 ＆ 金·羅森史塔克 | 2015年5月5日   | 4ATM22    | 2.22                  |
| 當教練準備搬出公寓，決心將與室友們的回憶一刀兩斷時，他鼓勵其他人也快刀斬亂麻。施密特打算丟掉不重要的東西，其中包括西西的紀念物，然而他這才明白什麼才是對他真正重要的。溫斯頓揭露潔絲與尼克的「上床馬克杯」在前幾周出沒過，而尼克為潔絲擔下了此事，這讓兩人開始緬懷並思考彼此是否仍對對方餘情未了。潔絲與溫斯頓試圖讓教練帶上他們的回憶，這確實動搖了教練想要一刀兩斷的決心。在施密特決定放下西西時，潔絲說出了西西也愛著施密特一事，這讓施密特非常興奮。教練最終心軟而帶上室友們的紀念物告別這班朋友，而歸來的西西在與施密特互相坦白對彼此的心意後，接受了施密特的求婚。潔絲與尼克決定正式告別上床馬克杯，但後悔的他們打算撿回馬克杯時，卻發現馬克杯已消失在垃圾桶中，這讓他們誤以為是對方所為。 客串：傑克·麥克布萊爾 飾演 威利、梅瑾·拉斯 飾演 小梅、雷吉斯·菲爾賓 飾演 自己 |             |                                                |                   |                                                            |                |           |                       |

## 收視率
| 總集數 | 集數 | 標題                  | 播出日期       | 收視／份額 （18–49歲） | 收視 （百萬） | DVR （18–49歲） | DVR收視 （百萬） | 加總 （18–49歲） | 總收視 （百萬） |
| ------ | ---- | --------------------- | -------------- | ---------------------- | ------------- | --------------- | ---------------- | ---------------- | --------------- |
| 73     | 1    | 最後的婚禮（The Last Wedding）        | 2014年9月16日  | 1.7/5                  | 3.04          | TBD             | TBD              | TBD              | TBD             |
| 74     | 2    | 骰子（Dice）              | 2014年9月23日  | 1.3/4                  | 2.35          | 0.9             | 1.56             | 2.2              | 3.91            |
| 75     | 3    | 茱莉·貝克曼的姊姊（Julie Berkman's Older Sister） | 2014年9月30日  | 1.3/4                  | 2.37          | TBD             | TBD              | TBD              | TBD             |
| 76     | 4    | 微型（Micro）              | 2014年10月7日  | 1.4/4                  | 2.61          | TBD             | TBD              | TBD              | TBD             |
| 77     | 5    | 室內電話（Landline）          | 2014年10月14日 | 1.2/4                  | 2.26          | 1.0             | TBD              | 2.2              | TBD             |
| 78     | 6    | 身家調查（Background Check）          | 2014年11月4日  | 1.6/5                  | 3.38          | 1.1             | TBD              | 2.7              | TBD             |
| 79     | 7    | 金礦（Goldmine）              | 2014年11月11日 | 1.3/4                  | 3.01          | 1.1             | TBD              | 2.4              | TBD             |
| 80     | 8    | 教師們（Teachers）            | 2014年11月18日 | 1.4/4                  | 2.83          | 0.9             | TBD              | 2.3              | TBD             |
| 81     | 9    | 感恩節IV（Thanksgiving IV）          | 2014年11月25日 | 1.3/4                  | 2.77          | 1.1             | 1.84             | 2.4              | 4.61            |
| 82     | 10   | 女生大戰（Girl Fight）          | 2014年12月2日  | 1.4/4                  | 3.00          | 1.0             | TBD              | 2.4              | TBD             |
| 83     | 11   | 聖誕佳節（LAXmas）          | 2014年12月9日  | 1.5/4                  | 3.28          | 1.0             | TBD              | 2.5              | TBD             |
| 84     | 12   | 鯊魚（Shark）              | 2015年1月6日   | 1.5/4                  | 3.19          | 1.1             | TBD              | 2.6              | TBD             |
| 85     | 13   | 公布戀情（Coming Out）          | 2015年1月13日  | 1.4/4                  | 2.90          | 0.8             | TBD              | 2.2              | TBD             |
| 86     | 14   | 西裝運動服（Swuit）        | 2015年2月3日   | 1.4/4                  | 2.96          | 1.0             | TBD              | 2.4              | TBD             |
| 87     | 15   | 酒吧接龍（The Crawl）          | 2015年2月10日  | 1.3/4                  | 2.71          | TBD             | TBD              | TBD              | TBD             |
| 88     | 16   | 俄勒岡（Oregon）            | 2015年2月17日  | 1.4/4                  | 3.08          | 1.0             | TBD              | 2.4              | TBD             |
| 89     | 17   | 打獵蜘蛛（Spiderhunt）          | 2015年2月24日  | 1.3/4                  | 2.85          | 0.9             | TBD              | 2.2              | TBD             |
| 90     | 18   | 難堪之路（Walk of Shame）          | 2015年3月3日   | 1.3/4                  | 2.53          | 0.9             | TBD              | 2.2              | TBD             |
| 91     | 19   | 對的事情（The Right Thing）          | 2015年3月31日  | 1.0/3                  | 2.32          | 1.0             | TBD              | 2.0              | TBD             |
| 92     | 20   | 第六洞（Par 5）            | 2015年4月7日   | 0.9/3                  | 2.14          | 0.9             | TBD              | 1.8              | TBD             |
| 93     | 21   | 內褲門案（Panty Gate）          | 2015年4月28日  | 1.0/3                  | 2.07          | 0.8             | TBD              | 1.8              | TBD             |
| 94     | 22   | 一刀兩斷（Clean Break）          | 2015年5月5日   | 1.1/4                  | 2.22          | 0.8             | TBD              | 1.9              | TBD             |
| 平均   | 平均 | 平均                  | 平均           | 1.3                    | 2.71          | 1.0             | 1.55             | 2.3              | 4.26            |

## 評價
本劇獲得電視評論家廣泛的好評。於爛番茄整合的評論中，本季獲得100%新鮮度、7.5/10分（10位評論家），評論家共識：「《俏妞報到》第4季的優點來自於令人回想第2季之角色化學反應的復始。」
評論家前十大電視節目排名
- No. 5　連線

## 獎項
| 年度 | 大獎         | 獎項                       | 入圍者                 | 結果 |
| ---- | ------------ | -------------------------- | ---------------------- | ---- |
| 2015 | 青少年選擇獎 | 電視選擇獎－喜劇類影集     | 電視選擇獎－喜劇類影集 | 提名 |
| 2015 | 金楓獎       | 美國廣播最佳電視影集新人獎 | 梅瑾·拉斯              | 獲獎 |

## 外部連結
- 官方网站（英文）
- 《《俏妞報到》》各集列表 来自互联网电影数据库